# Kostel svatého Mikuláše (Split)
Kostel svatého Mikuláše ve Splitu (chorvatsky Crkva sv. Nikole (Mikule) na Stagnji u Splitu) je římskokatolický předrománský kostelík ve čtvrti Veli Varoš v chorvatském Splitu. Je jednou z nejlépe dochovaných raně středověkých (předrománských) staveb ve Splitu. Objekt je chráněn jako kulturní statek a nemovitý kulturní majetek s označením Z-4631. 
V minulosti byl kostelík znám také jako kostel sv. Mikuláše (Nikoly) de Pedemontis, tj. „Na úpatí kopce“ Marjan, proto stejně jako ostatní města patří do skupiny marjanských kostelů.

## Historie

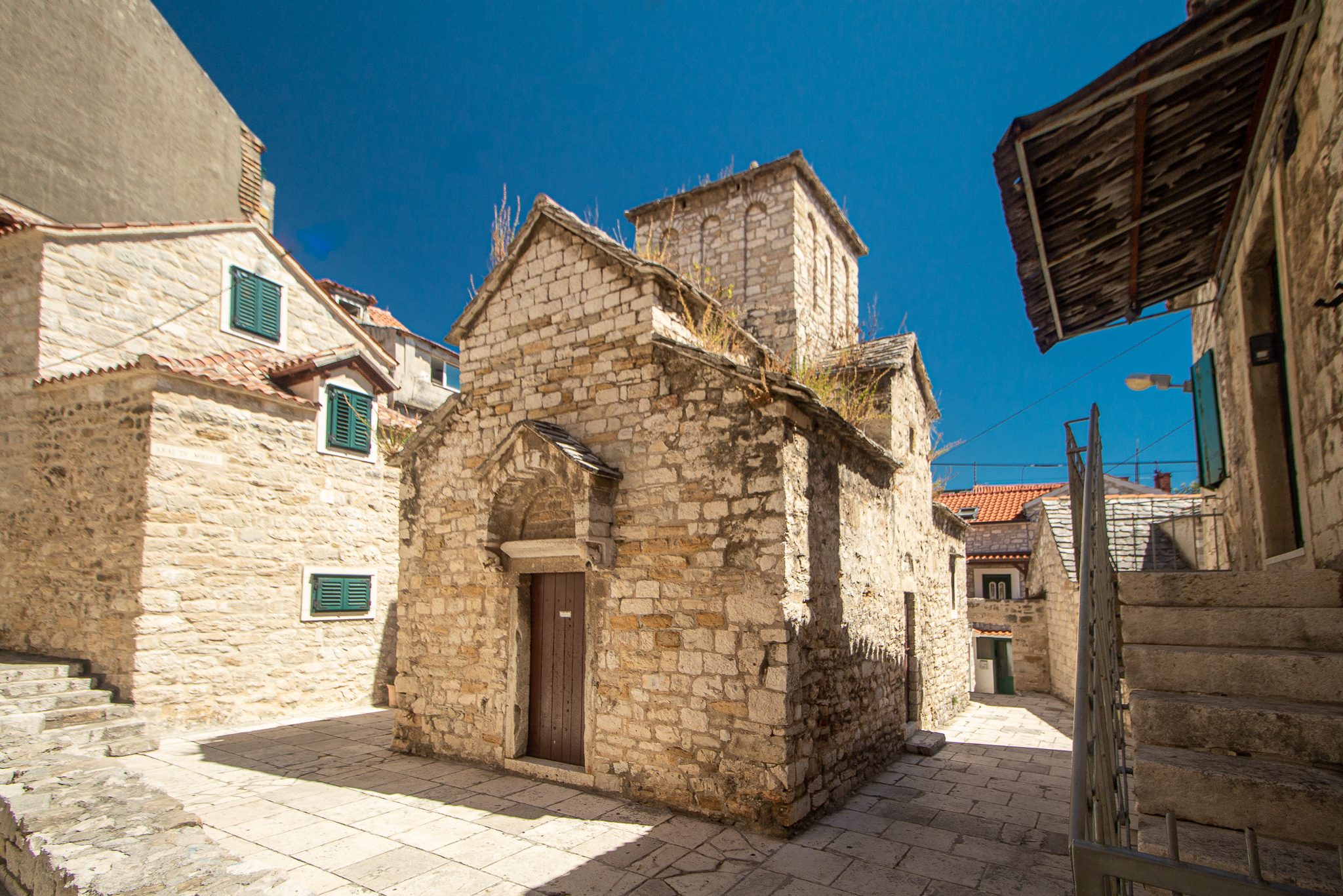
Vstup kostelíka sv. Mikuláše

Stavbu kostela ve splitském Varoši zahájil v roce 1068 Nemir Mesagalin a v jeho stavbě pokračoval jeho bratr Ivan s manželkou Tihou. Kostel zasvěcený svatému Mikulášovi ve Varoši je zmiňován již v roce 1119, z čehož je možné usuzovat, že byl dokončen již na konci 11. nebo na počátku 12. století.
Později byl rozšířen, byla přistavěna sakristie a současně odstraněna apsida. Byla odstraněna taktéž kupole, aby bylo možné na střechu umístit mohutnou zvonici.
Na konci 17. století byl kostel rozšířen na západní a východní straně a na místě zničené apsidy byla postavena sakristie. V roce 1949 byly provedeny restaurátorské práce, kostel byl zrekonstruován a roku 1951 obnoven do původní podoby.
Zvonice na štítu byla odstraněna a umístěna na jižní straně kostela. V roce 1962 byl kostel zapsán do Registru kulturních památek. Je dlouhý 10,50 metrů s apsidou a široký 5 metrů. 

## Popis

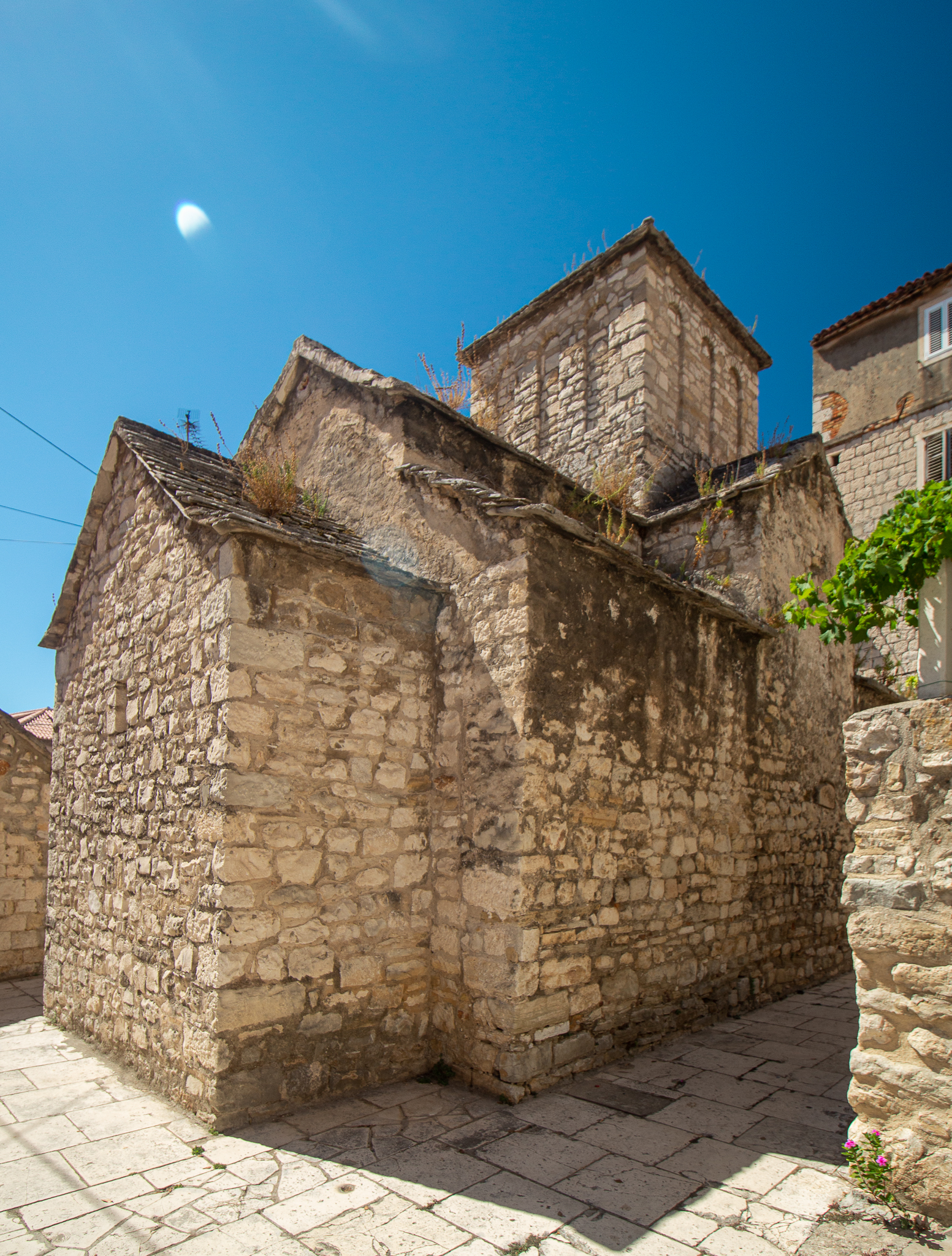
Pravoúhlá apsida kostelía

Kostelík sv. Mikuláše je předrománská jednolodní stavba na půdorysu řeckého kříže s obdélníkovou apsidou a vepsaným transeptem, nad nímž se zpočátku tyčila kupole později přestavěná na čtvercovou zvoničku se třemi slepými arkádami na každé straně.
Také apsida kostela má pravoúhlý čtvercový tvar. Střecha je pokryta břidlicovými deskami.
Na překladu je latinský nápis zmiňující donátory kostela: čestný občan Ivan a jeho manželka Tiha a na nápisu uvnitř je zmíněna také Ivanova sestra Stana.

### Interiér
V kostele jsou čtyři monolitické starobylé sloupy z Diokleciánova paláce zdobené předrománskými hlavicemi, které podpírají konstrukci podélné a příční valené klenby.